# Kerstin Jeppsson
Kerstin Maria Jeppsson, född 29 oktober 1948 i Nyköping, är en svensk tonsättare.

## Biografi
Kerstin Jeppsson avlade musiklärarexamen vid Kungliga Musikhögskolan i Stockholm 1973 samtidigt som hon studerade komposition för Maurice Karkoff. Hon erhöll stipendium för att studera vid konservatoriet i Kraków för  Krzysztof Meyer och Krzysztof Penderecki (komposition) och Jozef Radwan (dirigering). Hon avlade en fil.kand.-examen vid Stockholms universitet 1977 och en masterexamen vid California Institute of the Arts i Valencia i Kalifornien 1979 där hon studerade komposition för Mel Powell och dirigering för Daniel Schulman.</ref name="svmusik"/> Hon invaldes i Föreningen Svenska Tonsättare 1977.

## Verkförteckning

### Instrumentalmusik
- 3 sentenzi för kammarorkester (1970)
- 3 pezzi minuti för orkester (1972)
- Tre petitesser för 2 flöjter (1972)
- 4 småstycken för piano (1972)
- 4 pezzi för soloklarinett eller soloflöjt (1973)
- Stråkkvartett nr 1 (1974)
- Hindemith in memoriam för klarinett och piano (1974)
- Oktober 1974, en monolog för piano (1974)
- Three Ironical Pieces för piano (1974)
- Crisis för stråkorkester och 2 slagverkare (1976–77)
- Piece in B för klarinett och piano (1978)
- Notturno för stråkorkester (1979)
- Fanfar för 2 trumpeter, 2 valthorn, trombon och tuba (1980)
- En dröm för piano (1980)
- Vocazione för sologitarr (1982)
- Prometheus för slagverk (1983)
- Fantasia appassionata för piano (1984)
- Tendenze, pianokvartett (1986)
- Dans för 1–5 celli, piano och 5 trumset (1989)
- Arabesque för 2 celli (1989)
- Sollenità för cello och piano (1999)
- Stråkkvartett nr 2 (1999–2000)
- Canto cromàtico för 2 violiner (2003)
- Cellokonsert nr 1 (2004–06)
- Saknad, en monolog för orgel (2005)
- L’angelo för orgel (2007)
- Ottobre för orgel (2007)
- Sogno per organo för orgel (2010)
- Stråkkvartett nr 3 (2012–13)
- Luce di notte för stråkorkester (2014)

### Vokalmusik
- Treklangsvisor för röst och piano (1968–69)
  1. ”Det gröna havet, det blå havet” till text av Bo Carpelan
  2. ”Samma land” till text av tonsättaren
  3. ”Du – bara du” till text av tonsättaren
  4. ”Kärleksvisa” till text av Bo Setterlind
- Tuschteckningar, fyra årstidsvisor för blandad kör a cappella till text av Harriet Hjort (1971)
  1. ”Snön är endast en dimbank
  2. ”Tyst, o tyst, nu smyger våren fram
  3. ”Blåklockan bara är
  4. ”Drakens käft öppnas
- Tre motetter för blandad kör a cappella till bibliska texter (1972)
  1. ”Allt kött är gräs” (för Midsommardagen)
  2. ”Dessa som äro klädda” (för Alla helgons dag)
  3. ”O vilket djup” (för Trefaldighetsdagen)
- Tre visor för manskör med tenorsolo till text av Nâzım Hikmet i översättning av Arne Häggqvist (1972)
  1. ”Det vackraste”
  2. ”Att förstå”
  3. ”Just det”

  - Version för röst och piano (1987)
- Blomstret i Saron för damkör, manskör och blandad kör till text ur Höga Visan (1972)
- Fabian som ramlade omkull men som kom upp igen, sångspel för barnkör, piano, flöjt och slagverk (1973)
- 5 japanska bilder för blandad kör a cappella (1973)
  1. ”Aftonklockans klang”
  2. ”Kransad i vitt”
  3. ”Vid dödens tröskel”
  4. ”Kärleken”
  5. ”Ögonblicket”
- 3 ryska poem för mezzosopran och klarinett (1973)
  1. ”Herdepipan sjöng på bron” till text av Aleksandr Blok
  2. ”Så mycket giftig bly” till text av Aleksandr Blok
  3. ”Alla basuners klang” till text av Marina Tvetajeva
- Kvinnosånger för sopran och piano (1973)
  1. ”Rosen” till text av Edith Södergran
  2. ”Upptäckt” till text av Edith Södergran
  3. ”Kärleksdikt” till text av Elsa Grave
- To You för tenor och piano till text av Lars Forssell (1976)
- Impossibile för alt, flöjt/piccolaflöjt, klarinett, trummor, piano/cembalo, violin, viola och cello till text av Göran Sonnevi (1977)
- Jag heter Anna – Hej, barnvisor för sång, piano, blockflöjt och slagverk till text av tonsättaren (1977)
  1. ”Jag heter Anna – Hej”
  2. ”Klockan”
  3. ”Kråkan”
  4. ”Min kusin han heter Kalle”
  5. ”Vår katt”
  6. ”Taxen Max”
  7. ”Vintern kommer”
- Utlämnad för manskör med tenor solo till text av Gunnar Ekelöf (1977–78)
- Fem folkliga koraler för blandad kör a cappella till text av Karin Boye (1978)
  1. ”I rörelse”
  2. ”Vägen hem”
  3. ”Källvattnet”
  4. ”Aftonbön”
  5. ”Önskan”

  - Version för unison sång och orgel/piano (1979)
  - Version för röst och orgel/piano/ackordeon (1980–81)
- Fjärilen och döden för sopran, tenor, baryton och blandad kör till text av Bo Setterlind (1978–79)
- Jag vill möta, sångcykel i fem satser för lyrisk-dramatisk sopran och piano till text av Karin Boye (1980–85)
  1. ”Sköldmön”
  2. ”Jag vill möta”
  3. ”Förklaring”
  4. ”Du är min själs uppståndelse”
  5. ”Allting rymmer du”
- De mörka änglarna, 3 motetter för blandad kör till text av Karin Boye
  1. ”Till dig” (1980)
  2. ”Du är min renaste tröst” (1988)
  3. ”De mörka änglarna” (1988)
- Tre sånger om livet i romantisk stil för sopran/tenor och piano/orgel till text av Pär Lagerkvist (1984)
  1. ”När du sluter mina ögon”
  2. ”Intet är förgäves”
  3. ”Dig rörde aldrig mörkret”

  - Version för sopran/tenor och stråkorkester (2015)
- Trollet i tapeten för diskantkör, 2 flöjter/blockflöjter, 3 trumset och piano till text Maj Bylock (1989)
  1. ”Trollet i tapeten”
  2. ”Min ö”
  3. ”Ett enda litet barr”
- Bered en väg för diskantkör, 2 flöjter, 5 trumset och piano/orgel (1989)
  - Marias glädje, version för sopran och orgel (2005)
- Himlen ler för diskantkör, 2 flöjter, 3 trumset, cello och piano till text av tonsättaren (1990)
  1. ”Skyddsmantelmadonnan”
  2. ”Kristus är född”
  3. ”Himlen ler”
- Embrio för mezzosopran och orkester till text av Ulla Olin-Nilson (1990)
  1. ”Förändring”
  2. ”Ovetande”
  3. ”Gå ut i skogen”
- Ave Maria för 2 röster och piano/orgel (1992)
  - Version för cello och orgel (1992)
  - Version för blandad kör med sopran/tenor och mezzosopran/baryton-solo (1996)
  - Version för sopran/mezzosopran, tenor/baryton och orgel (1996)
- Trumman klagar, tre afrikanska pastischer för blandad kör, solister, 2 flöjter, 2 violiner, 2 celli, piano och 3 slagverkare (1992–94)
  1. ”Dagbräckning” till text av Jean-Joseph Rabéarivelo
  2. ”Kärlek åtskils” till text av Christopher Okigbo i översättning av Ingemar Leckius
  3. ”Trumman” till text av José Craveirinha i översättning av Marianne Eyre

  - Kärlek åtskiljs för sopran, tenor och orgel, bearbetning av sats 2 ur Trumman klagar (2007)
- Julen är kommen för blandad kör a cappella (1994)
- Alleluja, tre stycken i juletid för blandad kör och orgel (1994/1997)
  - Version för 2 sopraner och orgel (2002)
  - Version för sopran, tenor och orgel (2005)
- Sakura, tre sånger i orientalisk stil för blandad kör, nr 3 med solo (1995–97)
  1. ”Sakura” med japansk text
  2. ”Månen över Kang-Ting” med kinesisk text
  3. ”Vaggsång” till text av Lu Chic-wei
- Mater mea för sopran, flöjt, ackordeon och cello till text av Elisabet Hermodsson (1996)
- Pie Jesu för sopran, flöjt, ackordeon och cello (1996)
  - Version för sopran/tenor, mezzosopran/baryton, blandad kör och orgel (1996)
  - Version för röst och orgel (1998)
  - Version för sopran, tenor och orgel (2005)
- Revelationes för sopran/tenor, flöjt, ackordeon/piano och cello till text av Heliga Birgitta (1999–2000)
- En av dem för sopran/tenor och orgel/piano till text av Pär Lagerkvist (2000)
- Polarbilder för sopran, flöjt, ackordeon och cello till text av Lilian Goldberg (2004)
- Sancta Maria för sopran, tenor och orgel (2004)
- Sub tuum praesidium för sopran och orgel (2009)
- Requiem för blandad kör, 4 solister och orkester (2011)

## Inspelningar
- Kerstin Jeppsson String Quartet No 2, Embrio (Phono Suecia) ASIN: B000O0575Y
- Percussione con forza (2000-05-31), Anders Blomqvist, Anders Hultqvist, Kerstin Jeppsson, Christer Lindwall, Kent Olofsson och Karin Rehnqvist
- Canto cromatico per due violini (2003), Duo Gelland, Nosag Records CD 121